# Mercury M-Series
L'M-Series è stato un pick-up full-size prodotto dalla Mercury dal 1946 al 1968.
Il modello fu principalmente destinato al mercato canadese. Il motivo di tale scelta risiedeva nel fatto che le piccole comunità della nazione nordamericana citata, raramente avevano accesso con facilità sia ad un concessionario Ford che ad un punto vendita Lincoln-Mercury-Meteor. Così, con il lancio di un pick-up Mercury, si crearono più opportunità di vendita per questa tipologia di vetture del gruppo Ford.
L'M-Series possedeva il motore montato anteriormente ed aveva la trazione posteriore o integrale. I motori montati sul modello nel primo periodo furono dei V8 Ford. Successivamente fecero la loro comparsa dei motori Ford a sei cilindri. L'M-Series era dotato della classica calandra che caratterizzava i veicoli Mercury dell'epoca.